# دينار أردني
الدينار الأردني هو العملة الرسمية في المملكة الأردنية الهاشمية ويصدره البنك المركزي الأردني. يقسم الدينار الأردني إلى 1000 فلس، أو 100 قرش. ويوجد الدينار بشكل ورقي للفئات 50، 20، 10، 5، 1 دينار. وتتوفر أشكال معدنية للعملة بقيمة 0.5، 0.25 دينار و100، 50، 25، 10، 5، فلسات. سعر الدينار بشكل عام ثابت مقابل الدولار، حيث تبلغ قيمته 1.41 دولار أمريكي.
خلال عهد إمارة شرق الأردن كانت العملة المتداولة هي الجنيه الفلسطيني وبقيت كذلك حتى السنوات الأولى من عهد المملكة الأردنية الهاشمية. في عام 1949، صدر قانون النقد الأردني رقم 35 لسنة 1949 فتشكل بموجبه مجلس النقد الأردني في لندن، ليصبح في عام 1950 الجهة المخوّلة بإصدار النقد الأردني وليحل محل مجلس النقد الفلسطيني الذي كان يقوم بهذا الدور في الفترة مـن 1927 حتى 1950. بدأ التداول بالدينار الأردني في 1 يوليو 1950 وبدأ يحل تدريجيًا محل الجنيه الفلسطيني الذي أوقف التداول به في 30 سبتمبر 1950.
عام 1964 تأسس البنك المركزي الأردني ليصبح الجهة الجديدة المخولة بإصدار النقد الأردني حتى زمننا هذا، وجرى إلغاء أوراق النقد الصادرة عن مجلس النقد الأردني في 1 نوفمبر 1971.
في 28 يونيو 2001، أصبح بالإمكان تحويل الشيكات السياحية في أي مصرف أردني بعمولة. كما ويمكن تحويل العملة المعدنية في أي مصرف بدون عمولة. ويمكن صرف العملات الأجنبية في كثير من أماكن الصرافة المعتمدة أو في فنادق الثلاث نجوم فما فوق. ويسمح لغير الأردنيين بفتح الحسابات في المصارف الأردنية بالدينار الأردني أو بعملات أجنبية.

## الأوراق
- 1 يونيو 1950 - أصبح الدينار الأردني هو النقد المعتمد.
- 30 سبتمبر 1950 - إيقاف التعامل بالجنيه الفلسطيني. حيث قام قام مجلس النقد الأردني بإصدار فئات (50، 10، 5، 1، ½) دينار،
- 1964 - تأسس البنك المركزي الأردني، حيث بدأ بإصدار أوراق النقد. تتضمن الإصدار الأول الفئات (10، 5، 1، ½) دينار.
- 5 يوليو 1971 - قرر مجلس الوزراء الأردني إلغاء أوراق النقد الصادرة عن مجلس النقد الأردني اعتباراً من 1 نوفمبر 1971.
- 1974 - أصدر البنك الطبعة الثانية من فئات (10، 5، 1، ½) دينار لاستبدال الإصدار الأول.
- 3 يوليو 1978 -أُصدرت ورقة من فئــة 20 دينار.
- 25 أغسطس 1990 - أُصدرت ورقة من فئــة 20 دينار ذات لون أزرق.
- 1992 - صدرت السلسة الثالثة وتتضمنت الفئات (20، 10، 5، 1، ½) دينار.
- 27 يناير 2000 - أُصدرت ورقة الخمسين دينار ووضعت صورة عبد الله الثاني بن الحسين عليها.
- 22 ديسمبر 2002 - إصدار الفئتين (5، 10) دينار، ووضعت صورة عبد الله المؤسس على ورقة الخمسة دنانير، وعلى العشرة دنانير صورة طلال بن عبد الله.
- 2 فبراير 2003 - إصدار الفئتين (50،20) دينار، تحمل العشرون صورة الحسين بن طلال وعلى ورقة الخمسين صورة عبد الله الثاني بن الحسين.
- 30 مارس 2003 - إصدار فئة الدينار وتحمل صورة الحسين بن علي.

## المسكوكات
| القطع النقدية المتداولة | القطع النقدية المتداولة | القطع النقدية المتداولة | القطع النقدية المتداولة | القطع النقدية المتداولة | القطع النقدية المتداولة | القطع النقدية المتداولة | القطع النقدية المتداولة                                    | القطع النقدية المتداولة                                    | القطع النقدية المتداولة   | القطع النقدية المتداولة                                                                   |
| القيمة                  | أول إصدار               | صورة                    | صورة                    | المواصفات               | المواصفات               | المواصفات               | المواصفات                                                  | المواصفات                                                  | الوصف                     | الوصف                                                                                     |
| القيمة                  | أول إصدار               | وجه العملة              | ظهر العملة              | الأبعاد (مم)            | الكتلة (جرام)           | الحافة                  | التكوين                                                    | التكوين                                                    | وجه العملة                | ظهر العملة                                                                                |
| ----------------------- | ----------------------- | ----------------------- | ----------------------- | ----------------------- | ----------------------- | ----------------------- | ---------------------------------------------------------- | ---------------------------------------------------------- | ------------------------- | ----------------------------------------------------------------------------------------- |
| قرش واحد                | 2000                    |                         |                         | 25                      | 5.5                     | ناعم                    | فولاذ مطلي نحاس                                            | فولاذ مطلي نحاس                                            | عبد الله الثاني بن الحسين | - المملكة الاردنية الهاشمية - القيمة الاسمية رقماً وكتابة - السنة الهجرية والسنة الميلادية |
| خمسة قروش               | 2000                    |                         |                         | 26                      | 5                       | مسنن                    | فولاذ مطلي نيكل                                            | فولاذ مطلي نيكل                                            | عبد الله الثاني بن الحسين | - المملكة الاردنية الهاشمية - القيمة الاسمية رقماً وكتابة - السنة الهجرية والسنة الميلادية |
| عشرة قروش               | 2000                    |                         |                         | 28                      | 8                       | مسنن                    | فولاذ مطلي نيكل                                            | فولاذ مطلي نيكل                                            | عبد الله الثاني بن الحسين | - المملكة الاردنية الهاشمية - القيمة الاسمية رقماً وكتابة - السنة الهجرية والسنة الميلادية |
| ربع دينار               | 2004                    |                         |                         | 26.5 مضلع (سباعي منتظم) | 7.4                     | ناعم                    | نحاس نيكل زنك                                              | نحاس نيكل زنك                                              | عبد الله الثاني بن الحسين | - المملكة الاردنية الهاشمية - القيمة الاسمية رقماً وكتابة - السنة الهجرية والسنة الميلادية |
| نصف دينار               | 2000                    |                         |                         | 29 مضلع (سباعي منتظم)   | 9.6                     | ناعم                    | ثنائي المعدن الإطار: نحاس الالومنيوم نيكل القلب: نحاس نيكل | ثنائي المعدن الإطار: نحاس الالومنيوم نيكل القلب: نحاس نيكل | عبد الله الثاني بن الحسين | - المملكة الاردنية الهاشمية - القيمة الاسمية رقماً وكتابة - السنة الهجرية والسنة الميلادية |

- 1949 -أُصدرت الفئات (100، 50، 20، 10، 5، 1) فلس، حملت صورة التاج الملكي والقيمة باللغة العربية من الأمام، وبالأنجليزية من الخلف.
- 1968 - أُعيد التصميم بوضع صورة الحسين بن طلال.
- 1969 - إصدار مسكوكة من فئة ربع دينار بمناسبة مرور 25 عاماً على تأسيس منظمة الأغذية العالمية (FAO).
- 1977 - إصدار مسكوكة ربع دينار بمناسبة اليوبيل الفضي لجلوس الحسين بن طلال على العرش.
- 1980 - إصدار مسكوكة نصف دينار سباعية الشكل لذكرى مرور 15 قرنا على هجرة محمد بن عبد الله من مكة إلى المدينة.
- 1992 - إصدار الفئات (10، 5، 1/2 2، 1، 1/2) قرش بمواصفات وتركيب معدني جديد، مع إبقاء صورة الحسين بن طلال.
- 1995 - إصدار مسكوكة الدينار سباعية الشكل، بمناسبة مرور 50 عاماً على إنشاء منظمة الأغذية العالمية (FAO).
- 1996 - إصدار مسكوكتي نصف وربع دينار.
- 1997 - إصدار مسكوكة نصف دينار ثنائية المعدن سباعية الشكل.
- 1998 - إصدار مسكوكة دينار دائرية الشكل بمواصفات فنية جديدة بمناسبة الذكرى الخمسين لإعلان حقوق الإنسان.
- 2000 - إصدار فئات (10، 5، 1) قرش ومسكوكة نصف دينار ثنائية المعدن تحمل صورة عبد الله الثاني بن الحسين.

## الإصدارات من خلال مجلس النقد

### الإصدار الأول 1949 - 1952
|  |  | خمس مائة فلس | 128 × 76 mm | برتقالي داكن | مشروع ري وادي العرب      | راعي مع قطيعه | تقويم ميلادي1949 تقويم هجري1368 |
|  |  | دينار واحد   | 160 × 86 mm | أخضر         | عبد الله الأول بن الحسين | جرش           | تقويم ميلادي1949 تقويم هجري1368 |
|  |  | خمسة دنانير  | 169 × 88 mm | أحمر         | عبد الله الأول بن الحسين | البتراء       | تقويم ميلادي1949 تقويم هجري1368 |
|  |  | عشرة دنانير  | 185 × 97 mm | أزرق         | عبد الله الأول بن الحسين | البتراء       | تقويم ميلادي1949 تقويم هجري1368 |

### الإصدار الثاني 1952 - 1959
|  |  | خمس مائة فلس | 128 × 76 mm | برتقالي داكن | مشروع ري وادي العرب | راعي مع قطيعه | تقويم ميلادي1952 تقويم هجري1371 |
|  |  | دينار واحد   | 160 × 86 mm | أخضر         | الحسين بن طلال      | جرش           | تقويم ميلادي1952 تقويم هجري1371 |
|  |  | خمسة دنانير  | 169 × 88 mm | أحمر         | الحسين بن طلال      | البتراء       | تقويم ميلادي1952 تقويم هجري1371 |
|  |  | عشرة دنانير  | 185 × 97 mm | أزرق         | الحسين بن طلال      | البتراء       | تقويم ميلادي1952 تقويم هجري1371 |

## الإصدارات من خلال البنك المركزي
شهد عام 1949 أول إصدار نقدي ورقي للعملة الأردنية بدأ التداول به مطلع عام 1950 وشمل هذا الإصدار الفئات الورقية 500 فلس، دينار، خمسة دنانير وعشرة دنانير كانت تلك الإصدارات من خلال مجلس النقد، قبل أن يتم تأسيس البنك المركزي الأردني سنة 1959 التي أصبحت الجهة المسؤولة منذ ذلك التاريخ عن إصدار العملة الأردنية، عدد الإصدارات من خلال البنك المركزي بلغت أربعة إصدارات.

### الإصدار الأول 1959 - 1975
| الإصدار الأول 1959 - 1975 عن البنك المركزي الأردني | الإصدار الأول 1959 - 1975 عن البنك المركزي الأردني | الإصدار الأول 1959 - 1975 عن البنك المركزي الأردني | الإصدار الأول 1959 - 1975 عن البنك المركزي الأردني | الإصدار الأول 1959 - 1975 عن البنك المركزي الأردني | الإصدار الأول 1959 - 1975 عن البنك المركزي الأردني | الإصدار الأول 1959 - 1975 عن البنك المركزي الأردني | الإصدار الأول 1959 - 1975 عن البنك المركزي الأردني | الإصدار الأول 1959 - 1975 عن البنك المركزي الأردني                                                                                         | الإصدار الأول 1959 - 1975 عن البنك المركزي الأردني |
| الوجه                                              | الظهر                                              | القيمة                                             | الأبعاد (مم)                                       | اللون الأساسي                                      | الوجه                                              | الظهر                                              | تاريخ السك                                         | ملاحظات |                                                    |
| -------------------------------------------------- | -------------------------------------------------- | -------------------------------------------------- | -------------------------------------------------- | -------------------------------------------------- | -------------------------------------------------- | -------------------------------------------------- | -------------------------------------------------- | --- | -------------------------------------------------- |
|                                                    |                                                    | نصف دينار                                          | 140 × 70                                           | برتقالي داكن                                       | الحسين بن طلال                                     | جرش                                                | تقويم ميلادي1959 تقويم هجري1379                    | أ. تم إصدار نموذجين يحملان نفس القيمة (500 فلس) و(نصف دينار) ب. تم إصدار نماذج تحتوي سنة قانون الإصدار 1959 ونماذج أخرى بدون تاريخ القانون |                                                    |
|                                                    |                                                    | دينار واحد                                         | 150 × 75                                           | أخضر                                               | الحسين بن طلال                                     | قبة الصخرة                                         | تقويم ميلادي1959 تقويم هجري1379                    | أ. تم إصدار نموذجين يحملان نفس القيمة (500 فلس) و(نصف دينار) ب. تم إصدار نماذج تحتوي سنة قانون الإصدار 1959 ونماذج أخرى بدون تاريخ القانون |                                                    |
|                                                    |                                                    | خمسة دنانير                                        | 164 × 82                                           | أحمر                                               | الحسين بن طلال                                     | البتراء                                            | تقويم ميلادي1959 تقويم هجري1379                    | أ. تم إصدار نموذجين يحملان نفس القيمة (500 فلس) و(نصف دينار) ب. تم إصدار نماذج تحتوي سنة قانون الإصدار 1959 ونماذج أخرى بدون تاريخ القانون |                                                    |
|                                                    |                                                    | عشرة دنانير                                        | 175 × 88                                           | أزرق                                               | الحسين بن طلال                                     | المغطس                                             | تقويم ميلادي1959 تقويم هجري1379                    | أ. تم إصدار نموذجين يحملان نفس القيمة (500 فلس) و(نصف دينار) ب. تم إصدار نماذج تحتوي سنة قانون الإصدار 1959 ونماذج أخرى بدون تاريخ القانون |                                                    |

### الإصدار الثاني 1975 - 1992
| الإصدار الثاني 1975 - 1992 عن البنك المركزي الأردني | الإصدار الثاني 1975 - 1992 عن البنك المركزي الأردني | الإصدار الثاني 1975 - 1992 عن البنك المركزي الأردني | الإصدار الثاني 1975 - 1992 عن البنك المركزي الأردني | الإصدار الثاني 1975 - 1992 عن البنك المركزي الأردني | الإصدار الثاني 1975 - 1992 عن البنك المركزي الأردني | الإصدار الثاني 1975 - 1992 عن البنك المركزي الأردني | الإصدار الثاني 1975 - 1992 عن البنك المركزي الأردني | الإصدار الثاني 1975 - 1992 عن البنك المركزي الأردني | الإصدار الثاني 1975 - 1992 عن البنك المركزي الأردني |
| الوجه                                               | الظهر                                               | القيمة                                              | الأبعاد                                             | اللون الأساسي                                       | الوجه                                               | الظهر                                               | تاريخ السك                                          | العلامة المائية                                     |                                                     |
| --------------------------------------------------- | --------------------------------------------------- | --------------------------------------------------- | --------------------------------------------------- | --------------------------------------------------- | --------------------------------------------------- | --------------------------------------------------- | --------------------------------------------------- | --------------------------------------------------- | --------------------------------------------------- |
|                                                     |                                                     | نصف دينار                                           | 136 × 67 mm                                         | برتقالي داكن                                        | الحسين بن طلال                                      | جرش                                                 | تقويم ميلادي1975 تقويم هجري1395                     | الحسين بن طلال                                      |                                                     |
|                                                     |                                                     | دينار واحد                                          | 144 × 71 mm                                         | أخضر                                                | الحسين بن طلال                                      | قبة الصخرة                                          | تقويم ميلادي1975 تقويم هجري1395                     | الحسين بن طلال                                      |                                                     |
|                                                     |                                                     | خمسة دنانير                                         | 152 × 76 mm                                         | أحمر                                                | الحسين بن طلال                                      | البتراء                                             | تقويم ميلادي1975 تقويم هجري1395                     | الحسين بن طلال                                      |                                                     |
|                                                     |                                                     | عشرة دنانير                                         | 160 × 80 mm                                         | أزرق                                                | الحسين بن طلال                                      | المدرج الروماني (عمان)، قصر الثقافة (عمان)          | تقويم ميلادي1975 تقويم هجري1395                     | الحسين بن طلال                                      |                                                     |
|                                                     |                                                     | عشرون دينار                                         | 168 × 84 mm                                         | بني                                                 | الحسين بن طلال                                      | محطة كهرباء الحسين الحرارية، الزراعة                | تقويم ميلادي1975 تقويم هجري1395                     | الحسين بن طلال                                      |                                                     |

### الإصدار الثالث 1992 - 2002
| الإصدار الثالث 1992 - 2002 عن البنك المركزي الأردني | الإصدار الثالث 1992 - 2002 عن البنك المركزي الأردني | الإصدار الثالث 1992 - 2002 عن البنك المركزي الأردني | الإصدار الثالث 1992 - 2002 عن البنك المركزي الأردني | الإصدار الثالث 1992 - 2002 عن البنك المركزي الأردني | الإصدار الثالث 1992 - 2002 عن البنك المركزي الأردني | الإصدار الثالث 1992 - 2002 عن البنك المركزي الأردني | الإصدار الثالث 1992 - 2002 عن البنك المركزي الأردني | الإصدار الثالث 1992 - 2002 عن البنك المركزي الأردني | الإصدار الثالث 1992 - 2002 عن البنك المركزي الأردني |
| الوجه                                               | الظهر                                               | القيمة                                              | الأبعاد                                             | اللون الأساسي                                       | الوجه                                               | الظهر                                               | تاريخ السك                                          | العلامة المائية                                     |                                                     |
| --------------------------------------------------- | --------------------------------------------------- | --------------------------------------------------- | --------------------------------------------------- | --------------------------------------------------- | --------------------------------------------------- | --------------------------------------------------- | --------------------------------------------------- | --------------------------------------------------- | --------------------------------------------------- |
|                                                     |                                                     | نصف دينار                                           | 131 × 62 mm                                         | برتقالي داكن                                        | الحسين بن طلال                                      | قصر عمرة                                            | تقويم ميلادي1995 تقويم هجري1415                     | الحسين بن طلال                                      |                                                     |
|                                                     |                                                     | دينار واحد                                          | 137 × 66 mm                                         | أخضر                                                | الحسين بن طلال                                      | جرش                                                 | تقويم ميلادي1995 تقويم هجري1415                     | الحسين بن طلال                                      |                                                     |
|                                                     |                                                     | خمسة دنانير                                         | 143 × 70 mm                                         | أحمر                                                | الحسين بن طلال                                      | البتراء                                             | تقويم ميلادي1995 تقويم هجري1415                     | الحسين بن طلال                                      |                                                     |
|                                                     |                                                     | عشرة دنانير                                         | 149 × 74 mm                                         | أزرق                                                | الحسين بن طلال                                      | قلعة عجلون                                          | تقويم ميلادي1995 تقويم هجري1415                     | الحسين بن طلال                                      |                                                     |
|                                                     |                                                     | عشرون دينار                                         | 155 × 78 mm                                         | أخضر زيتوني ورمادي                                  | الحسين بن طلال                                      | قبة الصخرة                                          | تقويم ميلادي1995 تقويم هجري1415                     | الحسين بن طلال                                      |                                                     |

### الإصدار الرابع 2002 - 2022
| الإصدار الرابع 2002 - 2022 عن البنك المركزي الأردني | الإصدار الرابع 2002 - 2022 عن البنك المركزي الأردني | الإصدار الرابع 2002 - 2022 عن البنك المركزي الأردني | الإصدار الرابع 2002 - 2022 عن البنك المركزي الأردني | الإصدار الرابع 2002 - 2022 عن البنك المركزي الأردني | الإصدار الرابع 2002 - 2022 عن البنك المركزي الأردني | الإصدار الرابع 2002 - 2022 عن البنك المركزي الأردني | الإصدار الرابع 2002 - 2022 عن البنك المركزي الأردني | الإصدار الرابع 2002 - 2022 عن البنك المركزي الأردني | الإصدار الرابع 2002 - 2022 عن البنك المركزي الأردني |
| الوجه                                               | الظهر                                               | القيمة                                              | الأبعاد                                             | اللون الأساسي                                       | الوجه                                               | الظهر                                               | تاريخ السك                                          | تاريخ الإصدار                                       | العلامة المائية                                     |
| --------------------------------------------------- | --------------------------------------------------- | --------------------------------------------------- | --------------------------------------------------- | --------------------------------------------------- | --------------------------------------------------- | --------------------------------------------------- | --------------------------------------------------- | --------------------------------------------------- | --------------------------------------------------- |
|                                                     |                                                     | دينار واحد                                          | 133 × 74 mm                                         | أخضر                                                | الحسين بن علي                                       | الثورة العربية الكبرى                               | 2002 تقويم هجري 1423                                | 30 مارس، 2003                                       | الشريف الحسين بن علي                                |
|                                                     |                                                     | خمسة دنانير                                         | 137 × 74 mm                                         | أحمر                                                | عبد الله الأول بن الحسين                            | قصر معان                                            | 2002 تقويم هجري 1423                                | 22 ديسمبر، 2002                                     | الملك عبد الله بن الحسين                            |
|                                                     |                                                     | عشرة دنانير                                         | 141 × 74 mm                                         | أزرق                                                | طلال بن عبد الله                                    | المبنى الأول للبرلمان الأردني                       | 2002 تقويم هجري 1423                                | 22 ديسمبر، 2002                                     | الملك طلال بن عبد الله                              |
|                                                     |                                                     | عشرون دينار                                         | 145 × 74 mm                                         | البني والأخضر الزيتي                                | الحسين بن طلال                                      | قبة الصخرة                                          | 2002 تقويم هجري 1423                                | 2 فبراير، 2003                                      | الملك الحسين بن طلال                                |
|                                                     |                                                     | خمسون دينار                                         | 149 × 74 mm                                         | اللون البني والبنفسجي                               | عبد الله الثاني بن الحسين                           | قصر رغدان                                           | 2002 تقويم هجري 1423                                | 2 فبراير، 2003                                      | عبد الله الثاني بن الحسين                           |

### الإصدار الخامس 2022 - الآن
| الإصدار الخامس 2022 - الآن عن البنك المركزي الأردني | الإصدار الخامس 2022 - الآن عن البنك المركزي الأردني | الإصدار الخامس 2022 - الآن عن البنك المركزي الأردني | الإصدار الخامس 2022 - الآن عن البنك المركزي الأردني | الإصدار الخامس 2022 - الآن عن البنك المركزي الأردني | الإصدار الخامس 2022 - الآن عن البنك المركزي الأردني | الإصدار الخامس 2022 - الآن عن البنك المركزي الأردني | الإصدار الخامس 2022 - الآن عن البنك المركزي الأردني | الإصدار الخامس 2022 - الآن عن البنك المركزي الأردني | الإصدار الخامس 2022 - الآن عن البنك المركزي الأردني |
| الوجه                                               | الظهر                                               | القيمة                                              | الأبعاد                                             | اللون الأساسي                                       | الوجه                                               | الظهر                                               | تاريخ السك                                          | تاريخ الإصدار                                       | العلامة المائية                                     |
| --------------------------------------------------- | --------------------------------------------------- | --------------------------------------------------- | --------------------------------------------------- | --------------------------------------------------- | --------------------------------------------------- | --------------------------------------------------- | --------------------------------------------------- | --------------------------------------------------- | --------------------------------------------------- |
|                                                     |                                                     | دينار واحد                                          | 133 × 74 مم                                         | الأخضر                                              | الحسين بن علي / نبتة أقنثا سورية                    | طائر الجزم السينائي                                 | 2022 م 1444 هـ                                      | 26 ديسمبر 2022                                      | الحسين بن علي                                       |
|                                                     |                                                     | خمسة دنانير                                         | 137 × 74 مم                                         | البرتقالي المحمر                                    | عبد الله الأول بن الحسين / البتراء                  | الخزنة، البتراء                                     | 2022 م 1444 هـ                                      | 16 أغسطس 2023                                       | عبد الله الأول بن الحسين                            |
|                                                     |                                                     | عشرة دنانير                                         | 141 × 74 مم                                         | الأزرق                                              | طلال بن عبد الله / قصر عمرة                         | المدرج الروماني، عمَّان                               | 2022 م 1444 هـ                                      | 26 يوليو 2023                                       | طلال بن عبد الله                                    |
|                                                     |                                                     | عشرون دينار                                         | 145 × 74 مم                                         | الأخضر الزيتوني                                     | الحسين بن طلال / مسجد الملك الحسين                  | وادي الموجب                                         | 2022 م 1444 هـ                                      | 21 مارس 2023                                        | الحسين بن طلال                                      |
|                                                     |                                                     | خمسون دينار                                         | 149 × 74 مم                                         | البني والبنفسجي                                     | عبد الله الثاني بن الحسين / المسجد الأقصى           | وادي رم                                             | 2022 م 1444 هـ                                      | 5 فبراير 2023                                       | عبد الله الثاني بن الحسين                           |

## روابط خارجية
- اصدارت اوراق النقد - البنك المركزي الأردني